# Mormyrops zanclirostris
Mormyrops zanclirostris is een straalvinnige vissensoort uit de familie van de tapirvissen (Mormyridae). De wetenschappelijke naam van de soort is voor het eerst geldig gepubliceerd in 1867 door Günther.